# Shala (Fluss)
Die Shala (albanisch auch Shalë und Lumi i Shalës) ist ein Fluss in den Albanischen Alpen in Nordalbanien. Sie entwässert den zentralen Teil des Gebirges nach Süden und mündet nach rund 35 km in den künstlich gestauten Drin respektive Koman-Stausee.

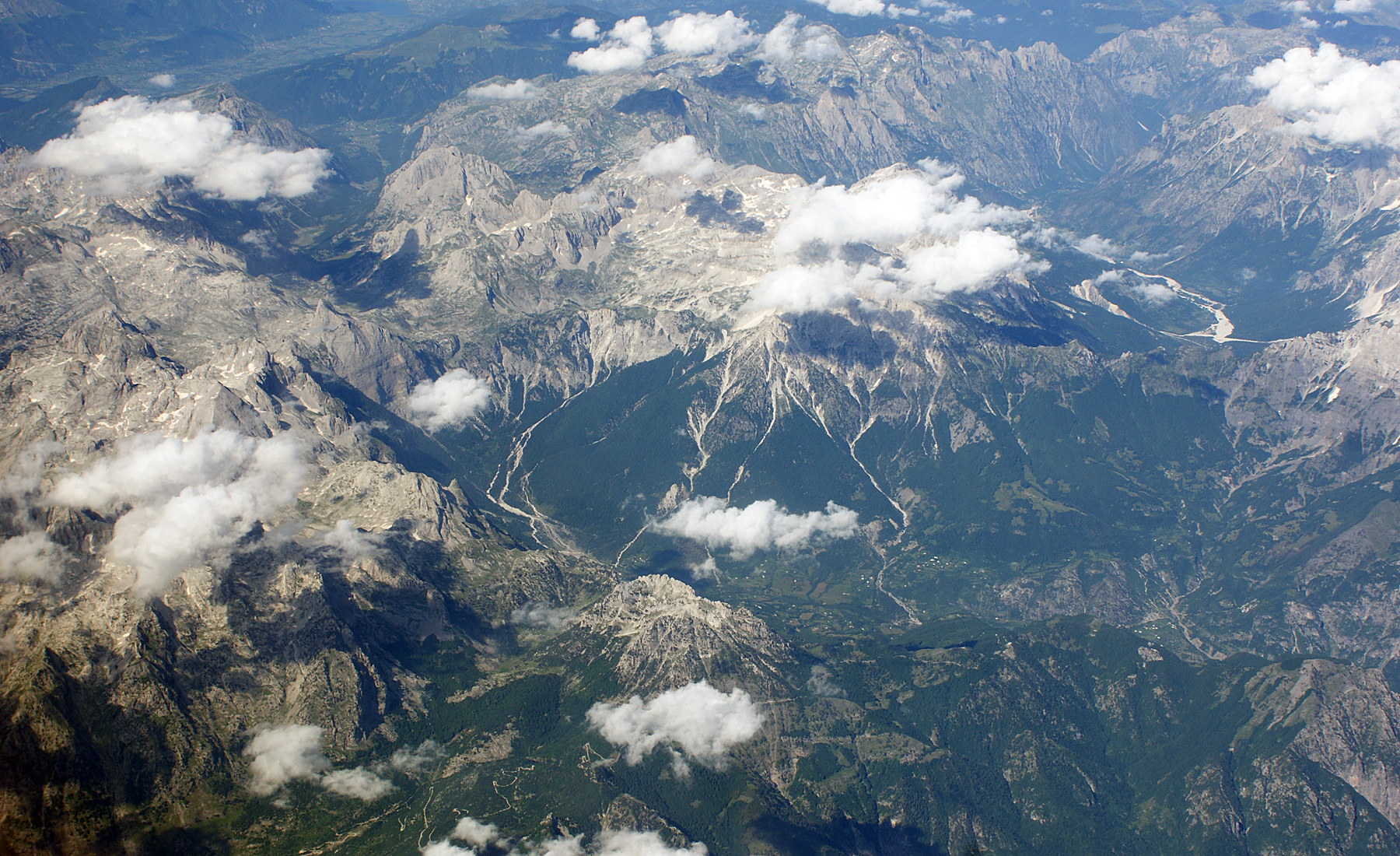
Das obere Shala-Tal aus der Luft

Der Fluss fließt in einem mächtigen, von Nord nach Süden verlaufenden Tal, das zusammen mit dem nördlich anschließenden Ropojana-Tal die Albanischen Alpen zweiteilt. Die Quellen der Shala – hier zum Teil noch Theth-Fluss genannt – liegen in einem eindrücklichen Trogtal unterhalb der Steilwand des nach Montenegro führenden Passes Qafa e Pejës. Das Tal ist von mehreren hohen Zweitausendern umgeben, darunter die Radohima (2568 m) im Westen und die Maja e Popllukës (2578 m) sowie die Jezerca (2694 m) im Osten. Im Talkessel erstreckt sich über mehrere Kilometer die Streusiedlung Theth, wo der Gebirgsbach zwei kleine Wasserkraftwerke und eine Mühle antreibt. Weiter unterhalb hat er sich eine rund 50 Meter tiefe Schlucht gegraben, die zum Teil nur wenige Meter breit ist. Die Berghänge zu beiden Seiten sind hier sehr steil, treten aber nach dem Zusammenfluss mit dem Përroi i Zi bei Ndërlysa wieder zurück.
Die Hänge im folgenden Talabschnitt sind zu beiden Seiten bewohnt. Fast ein Dutzend Siedlungen – darunter Nicaj, Gimaj, Abat, Lekaj, Pecaj, Lotaj, Vuksanaj und Nënmavriq – bildeten bis 2015 zusammen mit den Siedlungen weiter oben im Tal eine weit zerstreute Gemeinde, die wie der Fluss und das Tal und die Sippe der Bewohner Shala hieß. Einzig das Verwaltungszentrum Breglumi liegt in diesem Abschnitt im Talboden.
Unterhalb dieses Abschnitts wird das Tal wieder enger und ist praktisch unbewohnt. Die Shala verläuft hier in einem tiefen v-förmigen Einschnitt. Beim Zusammenfluss mit der Shtupa ändert sich die Fließrichtung nach Osten. Nach einigen 100 Metern mündet sie in einen schmalen Arm des Koman-Stausees, der sich über Dutzende von Kilometern das Lesniqa-Tal hochzieht. Dieser heute überspülte Teil der Shala wurde früher auch Lesniqa genannt.
Die Shala eignet sich für Befahrungen mit dem Kajak, wobei gewisse Passagen mit kleineren Wasserfällen technisch sehr schwierig sind.
Der Oberlauf bis über Ndërlysa liegt im Nationalpark Alpen Albaniens. Der Mittellauf mit Umgebung ist seit 2022 als Naturpark Lugina e Shalës mit einer Fläche von 10.619,35 Hektar geschützt.